# Акхісар Беледієспор
«Акхісар Беледієспор» (тур. Akhisar Belediye Gençlik ve Spor) — турецький футбольний клуб з міста Акхісар. Виступає у вищому дивізіоні — Турецькій Суперлізі. Матчі проводить на «Спор Тото Акхісар».

## Історія
Клуб засновано 8 квітня 1970 року. Клубними кольорами є чорний, зелений, і жовтий. У 2012 році клуб вперше вийшов до вищого дивізіону чемпіонату Туреччини.

## Досягнення
- Чемпіонат Туреччини: 1 сезон (2012/13)
- Володар Кубка Туреччини: 2017/18
- Володар Суперкубка Туреччини: 2018

## Відомі гравці
- Теофаніс Гекас